# Katsushi Kajii
 (octobre 2017).
Katsushi Kajii (梶居 勝志, Kajii Katsushi) est un footballeur japonais né le 11 juillet 1963. Il évoluait au poste de défenseur.